# Островский, Дмитрий Олегович
Дмитрий Олегович Островский (15 апреля 1998, Москва) — российский футболист, полузащитник и нападающий киргизского клуба «Алай».

## Биография
В начале взрослой карьеры играл на любительском уровне за московские команды «Мастер», «Град», «Вулкан». В составе «Града» в 2017 году был лидером нападения команды и в одном из матчей, против «Крыльев Советов» (12:0) забил 5 голов, а всего в 23 матчах забил 17 голов.
Летом 2018 года перешёл в армянский «Арарат». Дебютный матч в чемпионате Армении сыграл 25 августа 2018 года против «Урарту», заменив на 43-й минуте итальянца Роналда Жермано. Всего в сезоне 2018/19 сыграл 12 матчей и во время зимнего перерыва покинул команду, а «Арарат» в итоге финишировал последним.
В начале 2019 года перешёл в киргизский «Алай». В первой половине сезона в чемпионате Кыргызстана забил 3 гола, после чего покинул команду. «Алай» в результате стал серебряным призёром.
Летом 2019 года перешёл в узбекский «Бунёдкор» и до конца сезона принял участие в 4 матчах чемпионата Узбекистана, став со своим клубом обладателем бронзовых наград.